# 1or8
『1or8』（ワンオアエイト）は、1991年4月10日から同年9月25日までフジテレビで水曜日の深夜に放送されたB21スペシャルを中心とするバラエティ番組である。全24回。番組名の由来は「一か八か」（イチかバチか）を英語に直訳したもので、ヒロミが考案した。なおオープニングタイトルの表記は『ONE OR EIGHT』となっている。

## 番組変遷

### 初期
開始当初は方向性が定まっておらず、ゴールデンタイムのバラエティ番組を縮小し、深夜のノリを過激に上乗せしたような内容であった。B21スペシャル以外のレギュラー出演者もおり、ゲストも多かった。
青春学園コント
共演はダンスグループRA$H、本田理沙など。
篠山チキン
ヒロミ扮する篠山チキンがデビット伊東やミスターちん（役名は薬丸）の裸体を撮影する企画。
ゆとりのヒットスタジオ
替え歌を元歌の歌手に歌ってもらう企画。松崎しげるには「愛のメモリー」を「ハゲのメモリー」と題し、「美しい髪の毛よ、限りある髪の毛よ、この胸の胸毛を頭に。この世に大切なのは、ワカメとコンブだけと、あなたは教えてくれる。」と歌わせた。ほかには平浩二に「バンスストップ」を歌わせるなどした。
いたずら企画
横浜銀行の看板の「行」の字を「蠅」に変え横浜銀蠅にする、知らない芸能人の家に押しかけてインターホンを押して逃げる、松任谷由実の事務所にムーミンの格好で押しかけ「ムーミンですけどユーミンいますか？」と尋ねるなど。
ドッキリ企画
デビット伊東（デビ）の女遊びがあまりに目立ち調子に乗り過ぎているという理由から、下剤入りの食物を与えて極度の腹痛に陥れ、盲腸と偽の診断で入院させる。さらに、手術を理由に看護婦数人に剃毛を施させる。
青春恨み節
メンバーの一人（おもにデビ・ちん）に付き添われ、別れた彼女の自宅に向かった一般視聴者（はがきでの公募）が、電話で相手の在宅を確認したうえで玄関前で拡声器を使い思い切り文句を言って逃げるという企画。彼女の親が出て来たり人が集まることもあり、1回目の放送に対して苦情が100件以上という状況で、早々に打ち切りとなった。

### 中期
上述のドッキリ企画が好評なのを受け、コントなどからチャレンジ系企画がメインとなっていく。主なチャレンジ企画として、タレント自らビデオカメラを持って一人で撮影してくる『スタッフの手を借りずタレントが1人で撮影してくる企画』がある。
デビットが無一文で稚内に行く企画
無一文で蓮田サービスエリアに降ろされたデビが、ヒッチハイクで日本最北端の北海道宗谷岬を目指す企画。
デビットが食料も持たずに無人島で暮らす企画
デビが伊豆諸島の恩馳島で5泊6日無人島生活する企画。ちんが挑戦するという体を装い、デビを騙し無人島に置き去りにした。無人島だと話し相手がいないということで、ヒロミからニワトリを1羽渡され、とともに島の洞窟で過ごした。
ちんの赤帽の旅
ちんを荷物として配送用の木箱に入れ、ちんの実家まで送り届ける企画。実家は大阪で時間が掛かるため、念のためオムツを着用することになった。運搬を依頼した赤帽（JRの配送サービス）には、大型テレビということにして人が入っていることは秘密にしていた。※本来は荷物として人を送ってはいけない。
デビットの野犬に育てられた少女を追う! in樹海
デビが富士樹海で野犬に育てられた少女「ガミ子」（手書きのガミ子のイメージ図はヒロミ作）を探す企画。野犬に襲われないように、鉄の檻に入れられ樹海で一晩過ごした。
ちんの廃墟の病院に入院する企画
ちんが相模原にある廃墟の病院で一晩過ごす企画。地下の霊安室にベッドを用意して、そこで一晩過ごした。
デビットの帰らざる河
デビがソープランドのエアマット「ポーラスター号」に乗り多摩川を下る企画。五日市の十里木から多摩川河口まで約80kmを下った。企画開始前に番組内で企画実行日を告知し、視聴者に橋の上などから応援してもらった。非常に危険な企画で、デビはエアマットから落ちて何回か溺れそうになった。
ちんがローラースルーゴーゴーで石川テレビに視聴率を聞きに行く企画
ちんがローラースルーゴーゴーに乗り、唯一番組をネットしていた金沢市のテレビ局・石川テレビまで視聴率を聞きに行く企画。当初スタート地点は高尾山口駅だったが、番組内の告知でギャラリーが集まり過ぎたために変更となり、当時目黒区大橋にあったポリドールビル前（当番組の編集スタジオが当時あった場所）から4時間遅れでスタートとなった。この企画では、途中仕事で東京に戻ることもあったが、仕事を終えると企画を再開するために戻っていく点などが従来と違っていた。
ヒロミのジグソーパズル
ヒロミが10ピースに満たないジグソーパズルを完成させる企画。企画中なぜか大汗をかいていた。（本人いわく、飲まず食わずで大変だったという。）
ちんの体型を生かした企画! 潜入!世界で一番恐い場所!
ちんがラブホテルのベッド下に隠れて男女の営みをレポートする企画。相模湖付近のラブホテルで撮影が行われ、ちんが事前に部屋に入室してベッドの下に隠れた。この放送の最後に、この企画はフィクションであるというメッセージが映された。
ヒロミがロケット花火をたくさん背負って宇宙へ行く企画!!
ヒロミの背中に大量のロケット花火を背負わせて点火し、宇宙へ向けて発射しようという企画。発端は、ヒロミが企画に対して逃げてばかりいることから、最終的に視聴者にも協力（投書を呼びかけ1000通来たら企画実行）を得て、選ばれた企画が「ヒロミ宇宙へ!!」。8月に九十九里海岸で視聴者を集めて公開で行われた。大学の工学部に協力を得て、まずはADを実験台にしてわずかに浮き上がることに成功。そして本番。耐火対策のためカーレーサーのスーツを着込み、6000本の花火を背負ったヒロミは浮かんだが、折からの強風に煽られ花火の火が尻の部分にまわり、大火傷を負う。実際の火傷のほとんどは足であった。このニュースはNHKでも報道された。ロケ映像は放送では予告のみ放送され、2回後の放送で「中止」としてお詫びとヒロミが番組に宛てたコメントをカラフルな背景と共にテロップで表示。肝心のコメントは「地球は青かった」だった。
その他の企画、ミニコーナーの柱は以下の2つ。
恐怖！見切れ男
ちんが生番組やプロレス中継などにこっそり見切れて映る。他局の番組がほとんどであった。
クイズ 本物は誰だ
3つ並べたものの中に、一つだけ見た目は似ているけれども全く違うものがあるという問題が出題され、3人がどれかを選ぶシンプルなゲーム。違ったものを選んだ人は「とてもひどい目」（つまり罰ゲーム）に遭う。食べ物の場合はしっかり食べきらなくてはならない。問題に使われた品は以下のとおり。
- 目薬の中に一つだけタバスコ入り
- アイスコーヒーの中に一つだけソース
- チョコの中に一つだけ固形カレールー
- はみがき粉の中に一つだけ木工用ボンド
- はじけるキャンディーの中に一つだけはじける入浴剤
- 水性ポマードの中に一つだけアロンアルフアゼリー状
- そばつゆの中に一つだけうがい薬
- タバコの中の一つだけロケット花火
- モナカの中に一つだけアンコのかわりに正露丸をこねたもの
- ピーナッツバターの中に一つだけぬかみそ

「とてもひどい目」に当たる確率はちんが最も高く、整髪ジェルではなく液状瞬間接着剤に当たった回では、その場で理容師の手で坊主にされ、次回からはきれいな短髪になって登場していた。
これ以外には同性愛者に人気のデビのヌードを撮影し、同性愛者向け雑誌『薔薇族』に掲載するというものがあった。

### 末期
花火で火傷を負ったヒロミは不在のまま、デビ・ちんのみで放送を続行。総集編で繋いだあと、デビ・ちんがフジテレビから一直線に「ウンナンパネル」を配達という企画を行う。非常に短い距離をロープなどを使って送るというものだった。その後はテレクラに電話をかけて男を集め女性とお見合いをさせたり、ちんによる「内村に続け」（当時内村光良（ウッチャンナンチャン）が付き合っていたとされる八木亜希子アナウンサーに告白をする）といった企画を行った。デビにスズメバチをけしかけて100メートル走の世界新記録に挑戦させるという企画もあったが時期的に危険なものは避けようと中止になり、ちびっこ相撲の横綱にちんが挑戦するなどの企画に変わった。
1991年9月までの期間をどうにか乗り切るが、ヒロミの大火傷が新聞などで取り上げられ問題となったこと、イベントでの動員の割に視聴率がそれほどでもなかったことなどから、9月25日をもって番組は終了した。

## 音楽
当初の番組エンディング曲は岡村靖幸の「どぉなっちゃってんだよ」であったが、中期よりB21スペシャルの3人による「ダウンタウンウンナンバンド」が担当した。楽曲はすべてカバー曲で、ザ・モップス「たどり着いたらいつも雨降り」→田原俊彦「哀愁でいと」→Wink「愛が止まらない」という遍歴。なお最終回は井上順「お世話になりました」であった。編成/担当はボーカル/ギターがヒロミ、ベース/コーラスがデビ、ドラムがちん。バンド名からもわかる通りダウン・タウン・ブギウギ・バンドをイメージし、衣装は全員つなぎであった。
ちなみにダウン・タウン・ブギウギ・バンドの宇崎竜童は、のちにヒロミのバンド（フライングオイスターズ）へ曲を書き下している。

## 番組終了後
ヒロミ復帰後の1991年12月からは続編というべき『B☆QTV』（ビデオ発売済）が土曜深夜の3時台で開始される。ラブホ巡り企画や、『1or8』直系のチャレンジ系企画などがあったが、3か月で終了した。
この番組は事故の件もあり封印された形になったが、『ONE OR EIGHT』というタイトルはB21の単独ライブのタイトルとして使い続けられている。

## 出演者・ナレーション
- B21スペシャル
- 遠藤みやこ（ナレーション・クイズ本物は誰だ）
- 青野武（ナレーション）
- 広中雅志（ナレーション）
- RA$H
- 本田理沙

## スタッフ
- 構成：佐々木勝俊、遠藤察男、三木聡、吉野晃章、石原久稔 ／ 小園浩巳
- ロケ技術：金 秀教、後藤一平、落合祐幸、金子 徹、川副昌昭、金吉泰典、矢田部真崇、諸 慶完【週替わり】（以上VIC）
- 編集：加藤弘行（パッチワーク）
- ＭＡ：郡司佐茂亜（4-Legs）
- 音響効果：川端智之（4-Legs）
- ＴＫ：山口美香
- 美術制作：山田茂夫
- 美術進行：林 勇
- タイトル：岩崎光明
- ロケ車輌：上田健次
- ディレクター：遠藤達也、加藤正行 (加藤雅之)、北村要
- プロデューサー：港浩一
- 制作著作：フジテレビ

## ネット局
| 放送対象地域 | 放送局                | 系列                          | 放送日時                    | ネット状況     |
| ------------ | --------------------- | ----------------------------- | --------------------------- | -------------- |
| 関東広域圏   | フジテレビ（CX）      | フジテレビ系列                | 木曜（水曜深夜）0:40 - 1:10 | 制作局         |
| 北海道       | 北海道文化放送（uhb） | フジテレビ系列                | 金曜（木曜深夜）0:40 - 1:10 | 時差ネット     |
| 宮城県       | 仙台放送（OX）        | フジテレビ系列                | 水曜（火曜深夜）0:40 - 1:10 | 時差ネット     |
| 石川県       | 石川テレビ（ITC）     | フジテレビ系列                | 火曜（月曜深夜）0:35 - 1:05 | 時差ネット     |
| 鹿児島県     | 鹿児島テレビ（KTS）   | フジテレビ系列 日本テレビ系列 | 日曜 17:00 - 17:30          | 遅れ時差ネット |

## その他
エンタ!371で放送されていたワンエイトプロモーション制作バラエティにも、このタイトルが使われたことがある。